# Marine Expeditionary Brigade
En Marine Expeditionary Brigade (MEB) är ett stridsförband inom USA:s marinkår. Trots att den är en brigad till namnet så ligger den storleksmässigt närmare en division med runt 14 000 man under befäl av en brigadgeneral. Jämfört med en MEU är en MEB ett tyngre utrustat och slagkraftigare förband. En MEB är också delvis uppbyggt av underställda enheter i stället för detachement. För att härbärgera flygstridsstyrkan behöver MEB:n understöd av ett hangarfartyg.
En MEB består typiskt av följande delar:
- En markstridsstyrka
  - Ett infanteriregemente (tre bataljoner)
  - En artilleribataljon (4 artilleribatterier, totalt 24 fälthaubitsar)
  - Ett pansarspaningskompani (27 pansarbilar)
  - Ett stridsvagnskompani (14 stridsvagnar)
  - Ett luftvärnsbatteri (3 plutoner, totalt 45 Stinger-robotar)
- En flygstridsstyrka
  - Tre attackdivisioner (45 AV-8B Harrier II eller F-35 Lightning II)
  - Två jakt/attack-divisioner (24 F/A-18 Hornet eller F/A-18E Super Hornet)
  - En telekrigdivision (6 EA-6B Prowler eller EA-18G Growler)
  - Två tunga helikopterdivisioner (32 CH-53 Sea Stallion eller CH-53E Super Stallion)
  - Två medeltunga helikopterdivisioner (48 CH-46 Sea Knight eller V-22 Osprey)
  - Två attackhelikopterdivisioner (18 AH-1 Cobra)
  - En lätt helikopterdivision (9 UH-1 Iroquois)
- En underhållsstyrka (regemente)
- En ledningsstyrka (bataljon)
  - Ett sambandskompani
  - Ett underrättelsekompani
  - Ett militärpoliskompani
  - Ett telekrigkompani
  - En eldledningspluton
  - En fjärrspanings- och specialinsatspluton

USA:s marinkår har tre stycken MEB:er:
- 1:a MEB i San Diego, Kalifornien
- 2:a MEB i Jacksonville, North Carolina
- 3:e MEB på Okinawa, Japan

Under Vietnamkriget fanns ytterligare en MEB (9:e) i Đà Nẵng, Vietnam